# Fearnleys olympiske ærespris
Fearnleys olympiske ærespris är ett norskt idrottspris. Det instiftades av skeppsredaren Thomas Fearnley (1880–1961) år 1952. Priset består av en statyett som föreställer en diskuskastare från det antika Grekland. Priset ges för "framstående prestationer" av en norsk OS-deltagare. Det är Norges idrettsforbund og olympiske og paralympiske komité som delar ut priset till norska idrottsutövare som har utmärkt sig utöver det vanliga i OS. I 1991 tilldelades priset idrottsledaren Arne B. Mollén för lång och trogen tjänst för norsk olympisk idrott. Mollén är den ende som har fått priset baserat på andra meriter än sportsligt olympiskt deltagande.

## Pristagare
- 1952: Hjalmar Andersen och Erling Kongshaug
- 1956: Hallgeir Brenden och Egil Danielsen
- 1960: Knut Johannesen och Peder Lunde Jr.
- 1964: Toralf Engan
- 1968: Ole Ellefsæter, Tore Berger, Steinar Amundsen, Egil Søby och Jan Johansen
- 1972: Pål Tyldum och Knut Knudsen
- 1976: Sten Stensen, Alf och Frank Hansen
- 1980: Bjørg Eva Jensen
- 1984: Eirik Kvalfoss och Grete Waitz
- 1988: Erik Johnsen, Tor Heiestad och Jon Rønningen
- 1991: Arne B. Mollén
- 1992: Bjørn Dæhlie och Linda Andersen
- 1994: Johann Olav Koss
- 1996: Vebjørn Rodal och Knut Holmann
- 1998: Ådne Søndrål
- 2000: Norges damlandslag i fotboll och Trine Hattestad
- 2002: Ole Einar Bjørndalen
- 2004: Andreas Thorkildsen och Eirik Verås Larsen
- 2006: Kjetil André Aamodt
- 2008: Norges damlandslag i handboll och Olaf Tufte
- 2010: Marit Bjørgen
- 2012: Bartosz Piasecki
- 2014: Kjetil Jansrud
- 2016: Kristoffer Brun och Are Strandli
- 2018: Maren Lundby
- 2020: Karsten Warholm
- 2022: Marte Olsbu Røiseland